# BMW VII
Der BMW VII ist ein flüssigkeitsgekühlter Zwölfzylinder-Flugmotor mit 46,9 Liter Hubraum, der ab 1929 vom deutschen Hersteller BMW entwickelt wurde.

## Geschichte
Im März 1930 begannen in München die Prüfstandsläufe zur Musterprüfung des neuen BMW VIIa, der als leistungsgesteigerter Nachfolger des BMW VI geplant war.
Im Jahr 1932 umrundete der Pilot Wolfgang von Gronau von Sylt aus die Welt mit dem Flugboot Dornier Wal. Zwei BMW VIIa trieben das Flugzeug auf der Reise über 44.800 Kilometer und vier Monate ohne nennenswerte Zwischenfälle an. Für die erste Ausführung der Junkers Ju 52, die mit nur einem Motor ausgerüstet war, war der BMW VII in der Erprobung. Es wurden letztlich nur 7 Flugzeuge gebaut; erst die dreimotorige Ju 52/3m mit dem luftgekühlten Sternmotor BMW 132 – dem am häufigsten verwendeten Triebwerk der Ju 52 – wurde ein großer Erfolg mit fast 5000 Flugzeugen.
Das Triebwerk konnte sich trotz höherer Leistung und verbesserter Konstruktionsdetails nicht gegen den weiter international erfolgreichen BMW VI durchsetzen. Zudem war die BMW AG mit den neuen luftgekühlten Sternmotoren gut ausgelastet und stieg damit vom mittelständischen Betrieb zum führenden deutschen Hersteller für Flugtriebwerke auf. Die Unternehmensleitung beschloss 1937 in Einvernehmen mit dem Reichsluftfahrtministerium, die Herstellung von wassergekühlten Flugmotoren aufzugeben.

## Konstruktion
Der BMW VII ist ein wassergekühlter 12-Zylinder-V-Flugmotor. Das Kurbelgehäuse aus einer Aluminiumlegierung ist horizontal geteilt. Die Kurbelwelle besteht aus Grauguss, als Kurbelwellenlager kommen sieben Gleitlager zum Einsatz. Die gusseisernen Zylinder sind einzeln auf dem Kurbelgehäuse angeordnet. Für die Wasserkühlung sind Mäntel aus Stahlblech aufgeschweißt. Die Kolben haben je drei Kolbenringe. Die obenliegende Nockenwelle (OHC-Ventilsteuerung) wird von einer Königswelle angetrieben. Die hängenden Ventile werden durch Rollenkipphebel betätigt.

## Verwendung
Der BMW VIIa wurde nur in geringen Stückzahlen gefertigt.
- Dornier Wal
- Junkers Ju 52/1m

## Technische Daten
| Kenngrößen              | Daten des BMW VII a U mit Verdichtung von 6,0:1                                                                                        |
| ----------------------- | --- |
| Bauart                  | Zwölfzylinder-V-Motor (60° Bankwinkel), zwei Ventile pro Zylinder                                                                      |
| Ventilsteuerung         | je Zylinderreihe eine obenliegende Nockenwelle (OHC), über eine Königswelle von der Kurbelwelle angetrieben, zwei Ventile pro Zylinder |
| Hubraum (Bohrung × Hub) | 46,9 Liter (160 mm × 190 mm) |
| Verdichtungsverhältnis  | 6,0 |
| Trockenmasse            | 555 kg |
| Startleistung           | 690 PS (ca. 510 kW)bei 1650 min−1 |
| (Reise-)Dauerleistung   | 600 PS (ca. 440 kW) bei 1575 min−1 |

### Die Geschichte der BMW Flugmotoren
Die folgenden Nachweise sind im Beitrag Christian Pierers in der BMW-Publikation Mobile Tradition live – Ausgabe 01 / 2007 enthalten.
1. ↑  Rekordflüge als Imageträger. S. 17–18.
2. ↑  Sternmotoren für die deutsche Luftfahrt. S. 18.
3. ↑  Flugmotorenbau im Nationalsozialismus. S. 19.

### Weitere Nachweise
1. ↑  Der BMW VIIa U-Motor macht ebenfalls seine Musterprüfung. (PDF) In: BMW-Flugmotoren-Nachrichten, 1930, Jahrgang 2, Heft 2. BMW AG, März 1930, abgerufen am 17. August 2024: „Der Zustand des Motors nach der Prüfung war ein bemerkenswert guter.“
2. ↑  Description and service instructions for the Bayern aero engine BMW VII a. (PDF) In: BMW Geschichte. BMW AG, Mai 1932, abgerufen am 17. August 2024 (englisch, Handbuch mit technischen Daten, Diagrammen und Bildern, 43 Seiten).
3. ↑  Curt Vogtenberger: Der wassergekühlte Flugmotor BMW VII a. (PDF) In: BMW-Flugmotoren-Nachrichten, 1930, Jahrgang 2, Heft 5. BMW AG, September 1930, S. 2–6, abgerufen am 17. August 2024: „Ein neuer wassergekühlter Zwölf-Zylinder-BMW Flugmotor, der in seiner Leistung erheblich stärker ist als der bekannte BMW VI-Motor, hat in der ersten Hälfte dieses Jahres seine Musterprüfung erledigt.“
4. ↑  Christian Pierer: Die Geschichte der BMW Flugmotoren. In: BMW Group Classic. BMW AG, 2007, S. 14–21, abgerufen am 13. August 2024 (Mobile Tradition live – Ausgabe 01 / 2007).